# Marée noire de 2021 en Israël

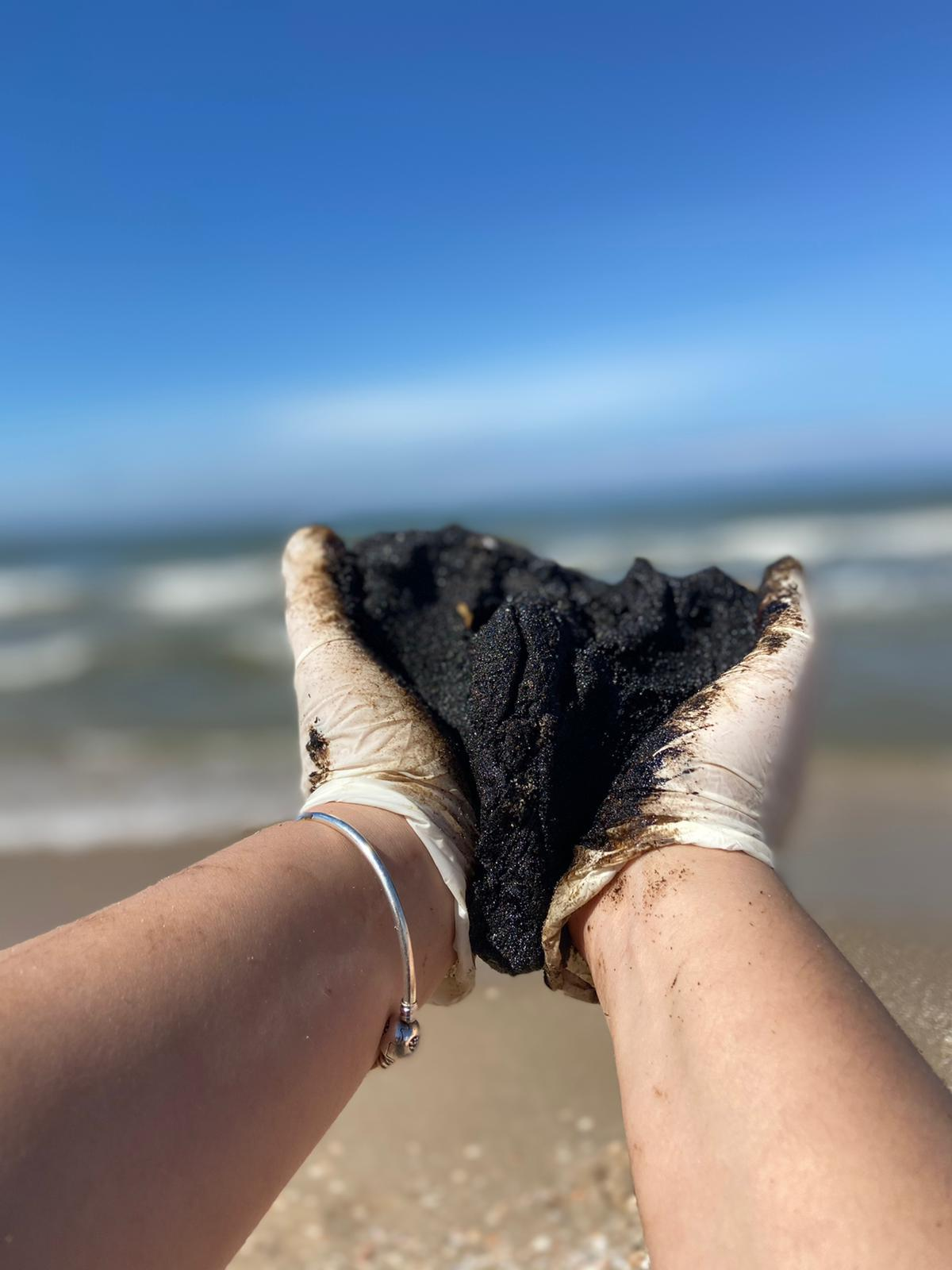
Un morceau de goudron soulevé par un bénévole sur la plage de Nitzanim, le 20 février 2021.

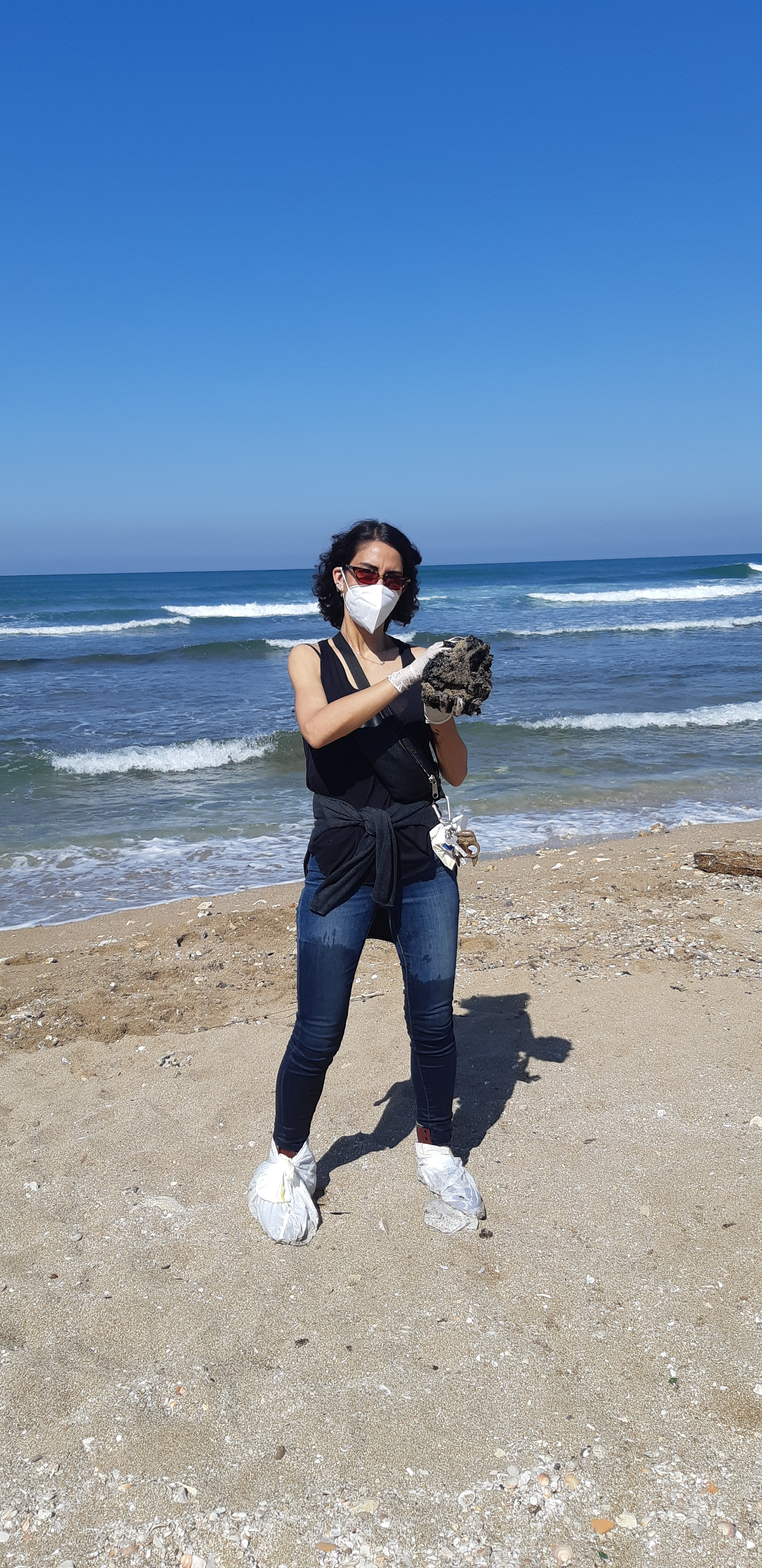
Une bénévole avec un ensemble de petites boulettes de goudron à Haïfa le 26 février 2021.

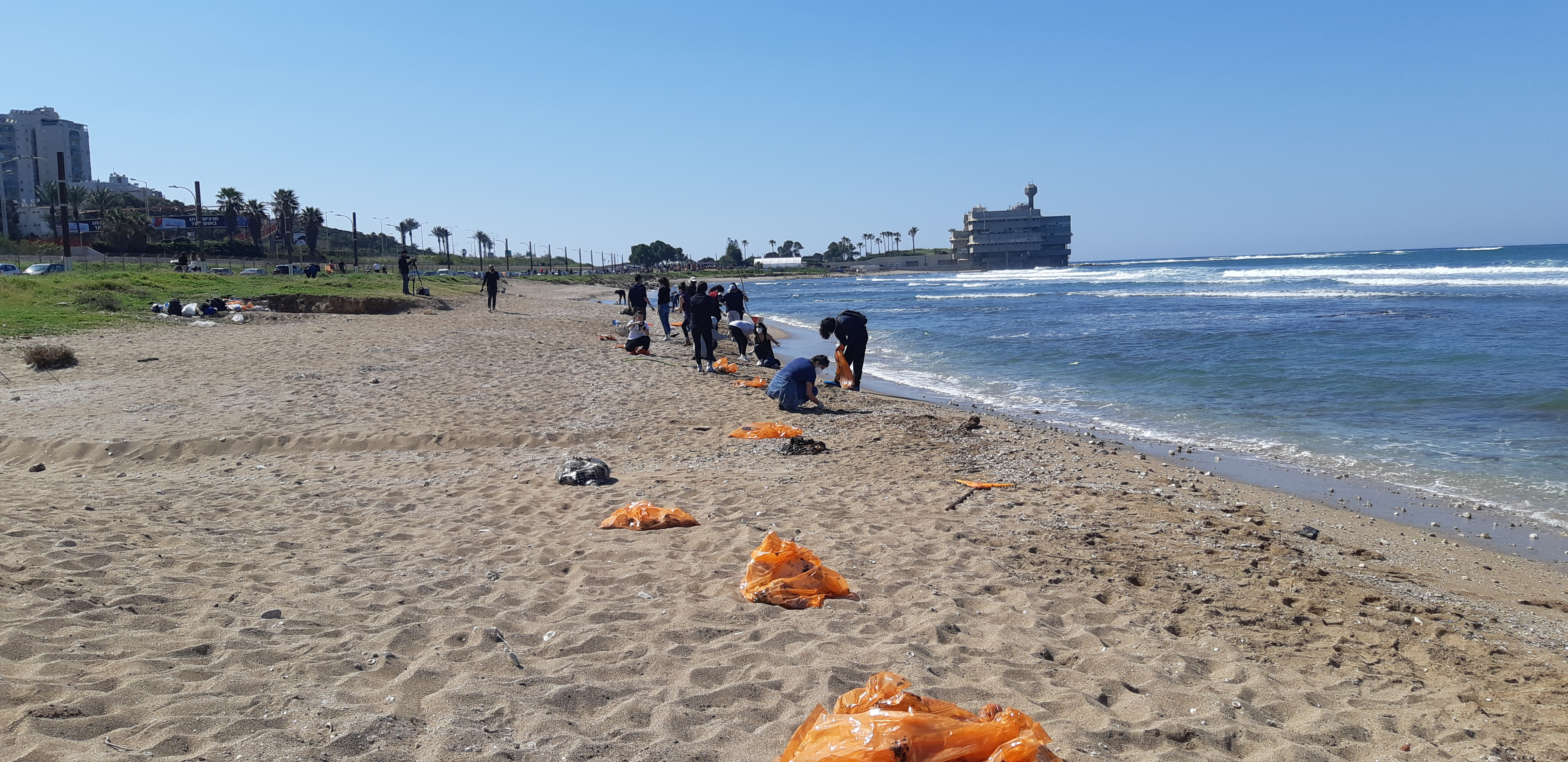
Des volontaires au travail sur la plage à Haïfa le 26 février 2021.

La marée noire de 2021 en Israël est une marée noire survenue à partir du 16 février 2021 en Israël lorsque des dizaines voir des centaines de tonnes de goudron ont été rejetées sur les plages sur un tronçon de 160 kilomètres de la côte israélienne de Rosh HaNikra à Ashkelon après une violente tempête et des vagues inhabituellement hautes. Cela a également empêché une détection précoce du goudron approchant et son élimination en mer,,,.

## Réaction du gouvernement
Toutes les plages d'Israël ont été fermées. Un appel a été lancé à la population pour ne pas aller nager ou faire du sport sur la plage, car la pollution de l'environnement pourrait mettre en danger la santé.
Le Premier ministre israélien Benyamin Netanyahou a visité la plage près de la ville portuaire d'Ashdod et a annoncé que le ministère de l'Environnement élaborerait un plan pour nettoyer les plages.
L'armée israélienne s'est engagée à déployer plusieurs milliers de soldats pour soutenir plus de 4000 volontaires d'EcoOcean (en) qui avaient commencé à nettoyer les plages de mottes de goudron,.
Le ministère israélien de l'Environnement a déclaré que la pollution était due à des dizaines voir à des centaines de tonnes de pétrole déversées par un navire ou illégalement déversées dans la mer depuis un pétrolier. Ils travaillent avec les autorités européennes pour identifier qui est responsable. Neuf navires qui auraient été à environ 50 kilomètres de la côte le 11 février 2021 seraient suspectés,.
Éliminer la pollution prendra des mois, voire des années, ont déclaré des responsables. Le coût est estimé à des dizaines de millions de shekels. L'Autorité israélienne de la nature et des parcs a décrit la marée noire comme étant la pire catastrophe naturelle depuis des années.
À la demande du ministère de l'Environnement, un tribunal de Haïfa a approuvé des mesures de censure le 22 février: les publications sur les noms de personnes ou de navires, de ports, de voies de navigation ou de cargaison pouvant conduire à l'identification de suspects ont été interdites. Les médias israéliens ont décrit cela comme "irrégulier", l'organisation de protection de l'environnement Adam Teva veDin a mis en garde contre une perte de confiance dans le gouvernement et les autorités à la suite de cette mesure et a annoncé un examen des mesures juridiques contre la censure. Un représentant du centre de recherche environnementale de Haïfa a accusé le ministère de ne pas avoir empêché de telles catastrophes et de manquer de transparence.

## Environnement et santé
De nombreux animaux marins tels que des poissons, des tortues et des oiseaux de mer ont été retrouvés échoués et recouverts d'un film noir et collant. Un jeune rorqual commun mort d'environ 17 mètres de long s'est échoué mort sur une plage du sud du pays. Selon des scientifiques du ministère israélien de l'Agriculture, il est mort d'avoir ingéré des produits de dégradation du pétrole visqueux. De nombreux récifs coralliens de la côte israélienne étaient recouverts d'une couche de goudron. Selon les autorités de la nature et du parc, cela met en danger l'existence d'un escargot de mer rare récemment redécouvert. L'ensemble de l'écosystème de la côte a été endommagé pour des décennies,,.
Plusieurs volontaires se sont plaints de malaises après avoir inhalé des vapeurs toxiques et ont été emmenés à l'hôpital.
| - Lumps of tar camouflaged underwater in Rosh Hanikra - Tar that has accumulated in underwater debris in Rosh Hanikra - Private initiative of the residents of the area to collect the tar underwater, combining kayaking and diving in Rosh Hanikra - Bags with tar collected on the shores of Haifa in the area near Israel Oceanographic and Limnological Research |